# Achrysocharoides albiscapus
Achrysocharoides albiscapus är en stekelart som först beskrevs av Vittorio Luigi Delucchi 1957.  Achrysocharoides albiscapus ingår i släktet Achrysocharoides och familjen finglanssteklar. Inga underarter finns listade i Catalogue of Life.